# Aphonoides apiatus
Aphonoides apiatus är en insektsart som först beskrevs av Henri Saussure 1878.  Aphonoides apiatus ingår i släktet Aphonoides och familjen syrsor. Inga underarter finns listade i Catalogue of Life.